# 20 mars dans les chemins de fer
20 février 20 avril
Chronologies thématiques
- Croisades
- Sports
- Disney

Cette page concerne les événements qui se sont déroulés un 20 mars dans les chemins de fer.

## Événements

### XIXesiècle
- 1838.  France :   Jean-Claude-Républicain Arnoux dépose le brevet du système Arnoux.

- 1847.  France :   inauguration de la ligne de Paris-Saint-Lazare au Havre[1].

- 1852.  France :   décret portant autorisation de la seconde Compagnie du chemin de fer de Paris à Lyon.

- 1854.  Belgique :   mise en service de la section d'Ypres à Poperinge de sa ligne de Courtrai à Poperinge par la Compagnie du chemin de fer de la Flandre occidentale[2].

- 1863.  États-Unis :   en Californie création du Freeport Rail Road company à Sacramento.

### XXesiècle
- 1995.  Japon :   Attentat au gaz sarin dans le métro de Tokyo.

### XXIesiècle
- 2006.  France :   mise en service du prolongement de Université à Gières de la ligne B du tramway de Grenoble.

- 2014.  Espagne :   Mise en service du réseau de Rodalia du Camp de Tarragone.